# Montigné-sur-Moine
Montigné-sur-Moine – miejscowość i gmina we Francji, w regionie Kraj Loary, w departamencie Maine i Loara.
Według danych na rok 1990 gminę zamieszkiwały 1262 osoby, a gęstość zaludnienia wynosiła 76 osób/km² (wśród 1504 gmin Kraju Loary Montigné-sur-Moine plasuje się na 481. miejscu pod względem liczby ludności, natomiast pod względem powierzchni na miejscu 708.).